# Matul
Matul je priimek več znanih Slovencev: 
- Barbara Matul Kalamar, arhitektka
- Niko Matul (1928—1988), filmski in gledališki scenograf (arhitekt)
- Tina Matul (*1977), atletinja, sprinterka